# Letícia Wierzchowski
Letícia Wierzchowski (Porto Alegre, 4 de junho de 1972) é uma escritora e roteirista brasileira, conhecida como autora do romance A casa das sete mulheres.

## Biografia
Antes de se dedicar às letras, Wierzchowski estudou arquitetura, mas não concluiu o curso. Foi proprietária de uma confecção de roupas e trabalhou no escritório de construção civil do pai. 

## Carreira literária
Wierzchowski começou a escrever enquanto trabalhava no seu último emprego. Seu romance de estreia, publicado em 1998 e relançado em 2001, O anjo e o resto de nós, conta a saga da família Flores, ambientada no início do século XX no interior do Rio Grande do Sul.
O grande sucesso literário viria com o romance A casa das sete mulheres, adaptado pela Rede Globo numa minissérie que foi ao ar em 2003. Um farol no pampa retoma a vida dos personagens da A casa das sete mulheres. Em 2017 a escritora encerrou a trilogia da A casa das sete mulheres com o romance Travessia: a história de amor de Anita e Giuseppe Garibaldi.[carece de fontes?]
Letícia trabalhou em parceria com Tabajara Ruas no roteiro cinematográfico de O continente, baseado na obra de Érico Veríssimo que originou o filme e minissérie O tempo e o vento, com direção de Jayme Monjardim e Thiago Lacerda no papel do capitão Rodrigo Cambará, mesmo ator de Giuseppe Garibaldi na série A casa das sete mulheres.[carece de fontes?]
Letícia foi uma das juradas internacionais do Prémio Internacional Pena de Ouro nos anos de 2020 e 2021.